# Chango Spasiuk
Horacio Eugenio Spasiuk (Apóstoles, Misiones; 23 de septiembre de 1968), conocido como Chango Spasiuk es un compositor y acordeonista de chamamé argentino. Tuvo una fuerte influencia de la música polca en sus primeros años. La influencia de la música de Europa Oriental está presente al día de hoy en el chamamé de la región. Tuvo su primer acordeón a los doce años, con el que tocaba en fiestas, casamientos y otros eventos junto a su padre y un tío.

## Biografía

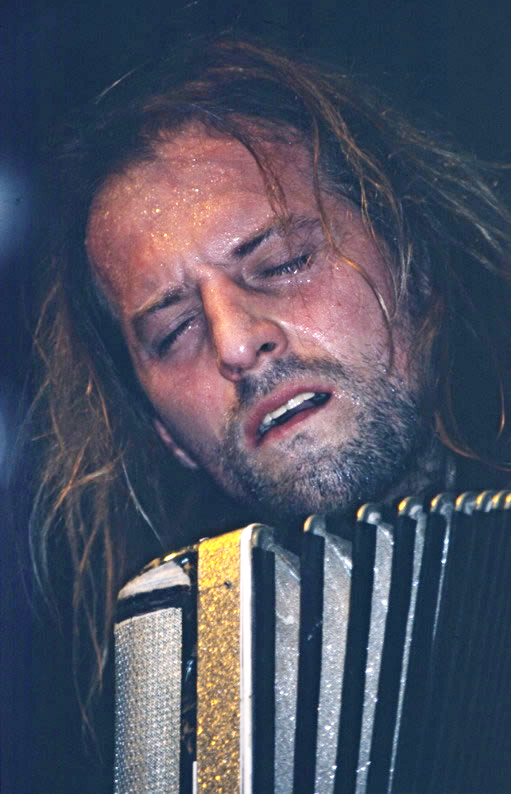
Chango Spasiuk durante un concierto en Londres, (2004).

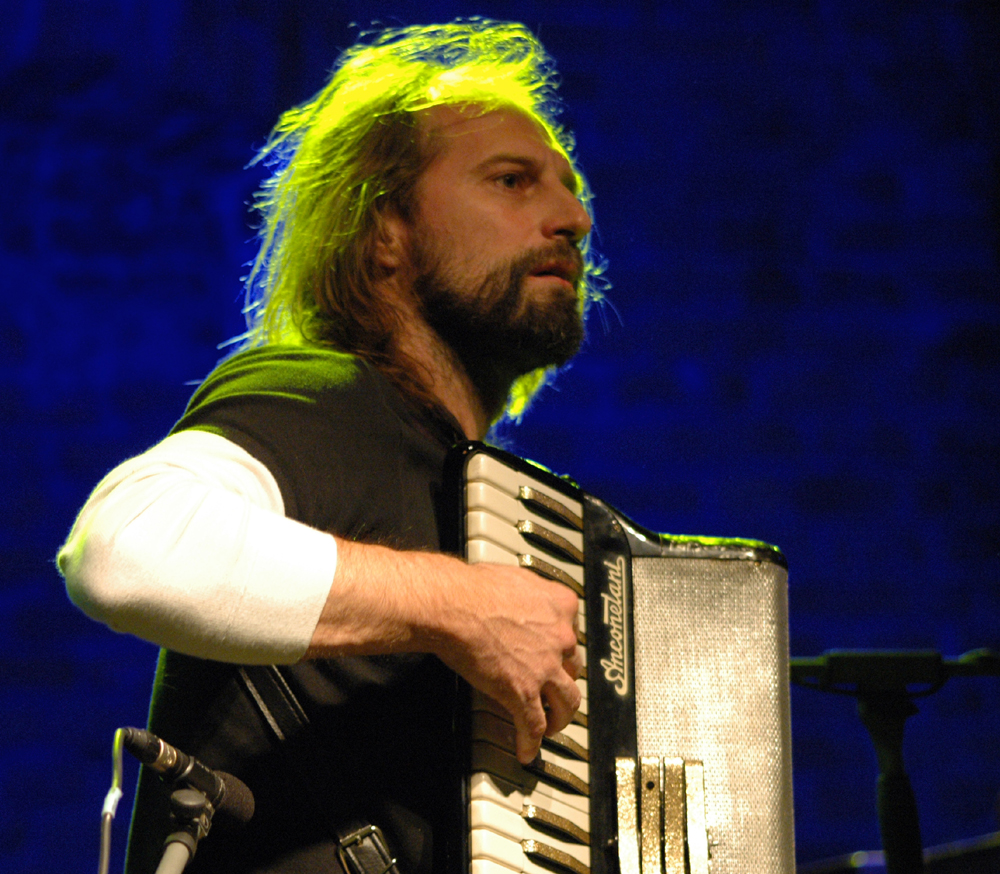
Chango Spasiuk en Varsovia, (2009).

Hijo de un carpintero y violinista aficionado; la primera gran aparición importante de El Chango Spasiuk, la realizó en Expresión Regional Chamamecera, un programa de televisión popular que enviaba móviles al Interior del País para difundir a músicos locales.
Después de eso, participó en diferentes fiestas provinciales, como el Festival del Docente en Campo Grande, el Festival del Tarefero en Concepción de la Sierra, el Festival del Durazno en Cerro Azul y el Festival de la Madera en San Vicente.
Cuando terminó la escuela secundaria, se mudó a la ciudad de Posadas, capital de Misiones, para estudiar Antropología, carrera que abandonó al poco tiempo. Sin embargo, se expuso a otros géneros musicales y conoció al pianista Norberto Ramos, quién lo convenció para irse con el a estudiar a Buenos Aires.
Spasiuk tocaba en pequeños lugares de la capital argentina y en festivales a lo largo del país, hasta que recibió la invitación de la embajada de los Países Bajos para participar en ese país del festival de Eurolatina.
El 27 de enero de 1989 hizo su debut en la plaza Próspero Molina en el Festival de Cosquín en la provincia de Córdoba.
En 1992, fue invitado por la banda de rock Divididos para presentarse como músico invitado junto a ellos en el estadio de Obras Sanitarias.
En 1997, participó en el Festival Internacional de Jazz de Montreal en Canadá, donde compartió escenario junto a músicos como Pat Metheny o John McLaughlin.
El 6 de marzo de 1998, cuando regresaba de un concierto en la localidad bonaerense de Ayacucho, el vehículo donde se trasladaba se estrelló de frente contra un camión, perdiendo la vida en el accidente, su amigo y gran guitarrista Gabriel Villalba, y uno de los asistentes de la banda. Este hecho provocó el alejamiento del Chango de los escenarios y de los estudios de grabación.
El reencuentro se produjo a principios de 2000 con su disco «Polcas de mi tierra», un trabajo que por sus características se convirtió en indispensable para conocer las raíces musicales argentinas. Grabado en vivo en pueblos de su provincia, con su gente, sus fiestas, sus canciones, sus alegrías, sus instrumentos y sus historias. En el mismo año, su disco «Polcas de mi tierra» fue galardonado con el Premio Carlos Gardel.
En 2007, participó en la grabación del programa Pequeños Universos del canal por cable Encuentro, del Ministerio de Educación argentino. El programa se centra en la búsqueda, comprensión y difusión de la música de los distintos rincones de la Argentina.
Sobre su música, Spasiuk ha dicho que es «tratar de ir a través de la forma en busca de algo que no la tiene».

## Discografía
- Chango Spasiuk (1989)
- Contrastes (1990)
- Bailemos y… (1992)
- La ponzoña (1996)
- Polcas de mi tierra (1998)
- Chamamé crudo (2004)
- The Charm of chamamé (recopilación; Alemania, 2003)
- Tarefero de mis Pagos (2004)
- Pynandí - Los Descalzos (2009)
- Latin Noir (2013)
- Tierra colorada en el Teatro Colón (2014)
- Otras músicas (2016)
- Pino Europeo (2018), con Chancha Vía Circuito
- Hielo Azul Tierra Roja (2019), con Per Einar Watle
- Eiké! Entrar en el alma (2023)
- Búsqueda: Seis pequeños movimientos (EP) (2024), con SurdelSur Ensamble
- The Vigeland Mausoleum Experience. Live in Oslo (2024), con Per Einar Watle

## Premios
- 1989: Premio Consagración en el Festival Nacional de Folklore, Cosquín, Córdoba.
- 1993: Bailemos y… es nominado como mejor disco instrumental por la Asociación de Cronistas del Espectáculo (ACE).
- 1997: La Ponzoña sale elegido el mejor disco instrumental por la Asociación de Cronistas del Espectáculo (ACE).
- 1999: Polcas de mi tierra es nombrado disco folclórico del año por el diario Clarín.
- 2000: nombrado mejor artista folclórico en los premios Carlos Gardel, por su trabajo en Polcas de mi tierra.
- 2000: Chamamé crudo es nombrado como el mejor disco de Folclore del año por la revista Rolling Stone-Argentina.
- 2001: nominado como mejor artista folclórico en los premios Carlos Gardel, por su trabajo Chamamé crudo.
- 2005: ganador como revelación de los World Music Awards de la BBC.
- 2005: recibe el premio Konex como mejor artista folclórico masculino argentino de la década.
- 2006: Tarefero de mis Pagos es nominado como el mejor álbum folclórico en la séptima edición de los Grammy Latino.
- 2006: ganador como mejor artista folclórico en los premios Carlos Gardel, por su trabajo en Tarefero de mis Pagos.
- 2010: ganador premios Atahualpa 2010 en la categoría Mejor Solista Instrumental.
- 2010: ganador premio Carlos Gardel Mejor Álbum Artista Masculino de Folclore.
- 2022: Declarado Personalidad Destacada de la Ciudad Autónoma de Buenos Aires en el ámbito de la Cultura. Legislatura de la Ciudad Autónoma de Buenos Aires.[4]